# Daniel Nagrin
Daniel Nagrin (Nueva York, 22 de mayo de 1917 – Tempe (Arizona), 29 de diciembre de 2008) fue un bailarín, coreógrafo y escritor estadounidense.
Nagrin estudió con Martha Graham, Anna Sokolow, Hanya Holm, Bill Matons y Helen Tamiris con la que se casaría. Además de trabajar danza contemporànea, Nagrin también trabajó en obras de Broadway como Plain and Fancy, Up in Central Park o Annie Get Your Gun, entre otros montajes. Su danza de 1950 Dance in the Sun fue adaptada por la cineasta Shirley Clarke para le película homónima de 1953.
En junio de 1954 formó el Dance-Percussion Trio con David Shapiro y Ronald Gould (quienes luego formarían el New York Percussion Trio), y el grupo realizó una gira por los Estados Unidos en junio y julio de ese año. Nagrin y su esposa crearon la Tamiris-Nagrin Company en 1960. Cuando Tamiris murió en 1966, Nagrin se concentró en una carrera en solitario. A principios de la década de 1970, Nagrin formó "The Workgroup", una empresa de interpretación centrada en la improvisación.
Entre sus coreografías más conocidas son Nagrin "The Peloponnesian War" (con música de Eric Salzman), "Strange Hero", "Man of Action", "Spanish Dance" y "Jazz, Three Ways". Además, hizo la coreografía de la película de 1954 Su majestad de los mares del Sur (His Majesty O'Keefe).
En 1985, se reunió una recopilación de 15 horas del trabajo de Nagrin, The Nagrin Videotape Library of Dances. Se lleva a cabo en la Colección de Danza de la [[Biblioteca Pública de Nueva York] (Biblioteca Pública de Nueva York para las Artes Escénicas)].
Nagrin también fue autor de varios libros, entre ellos How to Dance Forever: Surviving Against the Odds (1988) y Choreography and the Specific Image (2001).

## Coreografías seleccionadas
| - Private Johnny Jukebox (1942) - Spanish Dance (1948) - Strange Hero (1948) - Man of Action (1948) - Dance in the Sun (1950) - Faces from Walt Whitman (1950) - Man Dancing (1954) - Progress (1957) - Indeterminate Figure (1957) - Three Happy Men (1958) - Jazz, Three Ways (1958) - For a Young Person (1958) - A Dancer Prepares (1958) - An American Journey (1960) - Two Improvisations (1962) - The Man Who Did Not Care (1963) - In the Dusk (1965) - Not Me, But Him (1965) | - Path (1965) - A Gratitude (1965) - Why Not (1965) - The Peloponnesian War (1968) - The Ritual (1971) - Rondo (1971) - Rituals of Power (1971) - Signs of the Times (1972) - Ritual for Two (1972) - Ritual for Eight (1972) - Wounded Knee (1972) - Sea Anemone Suite (1972) - Hello-Farewell-Hello (1973) - Steps (1973) - Jazz Changes (1974) - Sweet Woman (1974) - Nineteen Upbeats (1975) - The Edge is Also a Center (1975) |